# Bill Sweeney
Pour les articles homonymes, voir Sweeney.
Temple de la renommée LAH : 2010
William Sweeney (né le 30 janvier 1937 à Guelph, dans la province de l'Ontario au Canada — mort le 21 mars 1991) est un joueur professionnel de hockey sur glace qui évoluait au poste de centre.

## Carrière
Sweeney a débuté en jouant pour son équipe locale junior, les Biltmores de Guelph. Lors de la saison 1954-55, il y remporte le trophée Eddie-Powers du meilleur buteur de la saison dans l'Association de hockey de l'Ontario (AHO - aujourd'hui Ligue de hockey de l'Ontario).
Ses résultats lui permettent d'intégrer la Ligue américaine de hockey la saison suivante au sein des Reds de Providence avec qui il remporte sa première récompense en LAH : le trophée Dudley-« Red »-Garrett du meilleur joueur recrue de la saison. Il passe ensuite une année avec les Bisons de Buffalo avant de rejoindre les Indians de Springfield avec qui il effectuera la majeure partie de sa carrière. À sa troisième saison de LAH, il marque 96 points, est nommé dans la première équipe d'étoiles de la LAH, remporte la Coupe Calder avec son équipe et participe à quatre rencontres de Ligue nationale de hockey avec les Rangers de New York.
Son expérience en LNH ne se renouvellera pas mais de 1961 à 1963, il domine la LAH en marquant plus de 100 points à chaque fois et remporte trois trophées John-B.-Sollenberger consécutifs en plus de ramener à nouveau la coupe Calder à Springfield en 1961 et 1962.
Il effectue huit saisons avec les Indians avant d'être échangé aux Canucks de Vancouver et arrête sa carrière en 1970 après avoir inscrit 294 buts et 510 aides pour un total de 804 points en 695 matchs en LAH.

## Statistiques
| Saison     | Équipe                 | Ligue           |     | Saison régulière | Saison régulière | Saison régulière | Saison régulière | Saison régulière |    | Séries éliminatoires | Séries éliminatoires | Séries éliminatoires | Séries éliminatoires | Séries éliminatoires |
| Saison     | Équipe                 | Ligue           | PJ  | B                | A                | Pts              | Pun              | PJ               | B  | A                    | Pts                  | Pun                  |                      |                      |
| 1954-1955  | Biltmores de Guelph    | AHO             | 47  | 18               | 37               | 55               | 0                | -                | -  | -                    | -                    | -                    |                      |                      |
| 1955-1956  | Biltmores de Guelph    | AHO             | 48  | 29               | 38               | 67               | 0                | -                | -  | -                    | -                    | -                    |                      |                      |
| 1956-1957  | Biltmores de Guelph    | AHO             | 52  | 49               | 57               | 106              | 0                | -                | -  | -                    | -                    | -                    |                      |                      |
| 1957-1958  | Reds de Providence     | LAH             | 70  | 31               | 46               | 77               | 24               | 5                | 1  | 1                    | 2                    | 2                    |                      |                      |
| 1958-1959  | Bisons de Buffalo      | LAH             | 70  | 31               | 44               | 75               | 12               | 11               | 4  | 5                    | 9                    | 4                    |                      |                      |
| 1959-1960  | Indians de Springfield | LAH             | 67  | 37               | 59               | 96               | 14               | 10               | 7  | 7                    | 14                   | 10                   |                      |                      |
| 1959-1960  | Rangers de New York    | LNH             | 4   | 1                | 0                | 1                | 0                | -                | -  | -                    | -                    | -                    |                      |                      |
| 1960-1961  | Indians de Springfield | LAH             | 70  | 40               | 68               | 108              | 26               | 8                | 4  | 5                    | 9                    | 2                    |                      |                      |
| 1961-1962  | Indians de Springfield | LAH             | 70  | 40               | 61               | 101              | 14               | 11               | 5  | 5                    | 10                   | 0                    |                      |                      |
| 1962-1963  | Indians de Springfield | LAH             | 69  | 38               | 65               | 103              | 16               | -                | -  | -                    | -                    | -                    |                      |                      |
| 1963-1964  | Indians de Springfield | LAH             | 72  | 25               | 48               | 73               | 18               | -                | -  | -                    | -                    | -                    |                      |                      |
| 1964-1965  | Indians de Springfield | LAH             | 51  | 13               | 31               | 44               | 26               | -                | -  | -                    | -                    | -                    |                      |                      |
| 1965-1966  | Indians de Springfield | LAH             | 72  | 22               | 37               | 59               | 10               | 6                | 2  | 3                    | 5                    | 0                    |                      |                      |
| 1966-1967  | Indians de Springfield | LAH             | 65  | 16               | 50               | 66               | 12               | -                | -  | -                    | -                    | -                    |                      |                      |
| 1967-1968  | Canucks de Vancouver   | WHL             | 15  | 3                | 5                | 8                | 2                | -                | -  | -                    | -                    | -                    |                      |                      |
| 1967-1968  | South Stars de Memphis | CPHL            | 1   | 0                | 0                | 0                | 0                | -                | -  | -                    | -                    | -                    |                      |                      |
| 1967-1968  | Kings de Springfield   | LAH             | 9   | 1                | 1                | 2                | 0                | -                | -  | -                    | -                    | -                    |                      |                      |
| 1968-1969  | Americans de Rochester | LAH             | 10  | 0                | 0                | 0                | 2                | -                | -  | -                    | -                    | -                    |                      |                      |
| 1969-1970  | Oaks de Oakville       | OHA-Sr.[Quoi ?] | 11  | 2                | 10               | 12               | 0                | -                | -  | -                    | -                    | -                    |                      |                      |
| Totaux LAH | Totaux LAH             | Totaux LAH      | 695 | 294              | 510              | 804              | 174              | 51               | 23 | 26                   | 49                   | 18                   |                      |                      |

## Récompenses
- Association de hockey de l'Ontario
  - Trophée Eddie-Powers (meilleur buteur) : 1957
- Ligue américaine de hockey
  - Trophée Dudley-« Red »-Garrett (meilleure recrue) : 1958
  - 1re équipe des étoiles : 1960 et 1962
  - Trophée John-B.-Sollenberger (meilleur pointeur) : 1961, 1962 et 1963
  - 2e équipe des étoiles : 1961